# Hansen Bridge
Die Hansen Bridge, offiziell Veterans Memorial Bridge, ist eine Straßenbrücke über den Canyon des Snake River, zwischen dem Twin Falls County und Jerome County im Süden des Bundesstaates Idaho der USA. Sie liegt 4 Kilometer nördlich der namensgebenden Stadt Hansen und 13 Kilometer östlich von Twin Falls. Die 107 Meter hohe Balkenbrücke führt zwei Fahrstreifen des Idaho State Highway 50 und wird vom Idaho Transportation Department (IDT) unterhalten, das durchschnittliche Verkehrsaufkommen lag 2016 bei 8.100 Fahrzeugen täglich.

## Geschichte

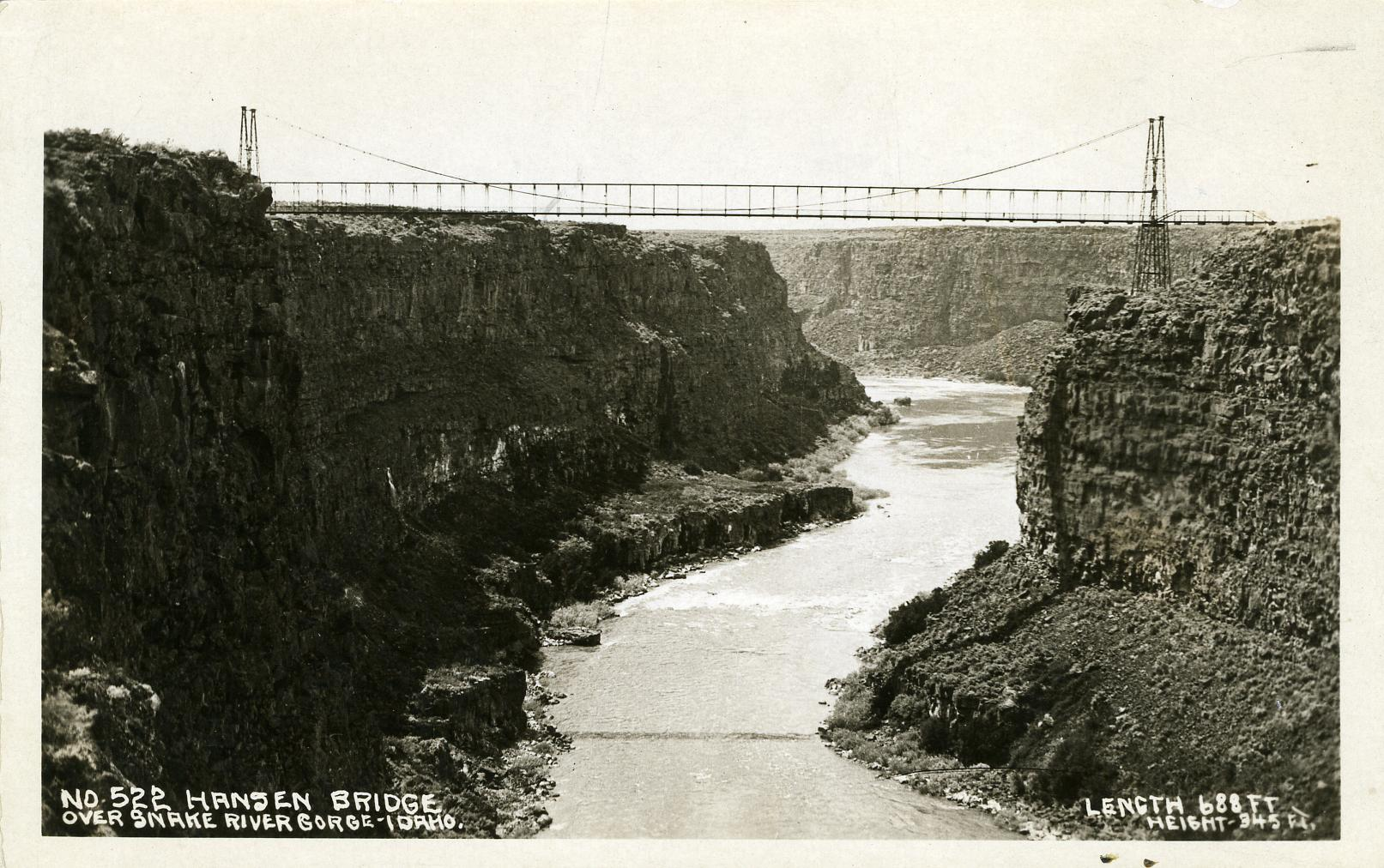
Die erste Hansen Bridge von 1919 war damals die höchste Brücke in Nordamerika (Postkarte, ca. 1920)

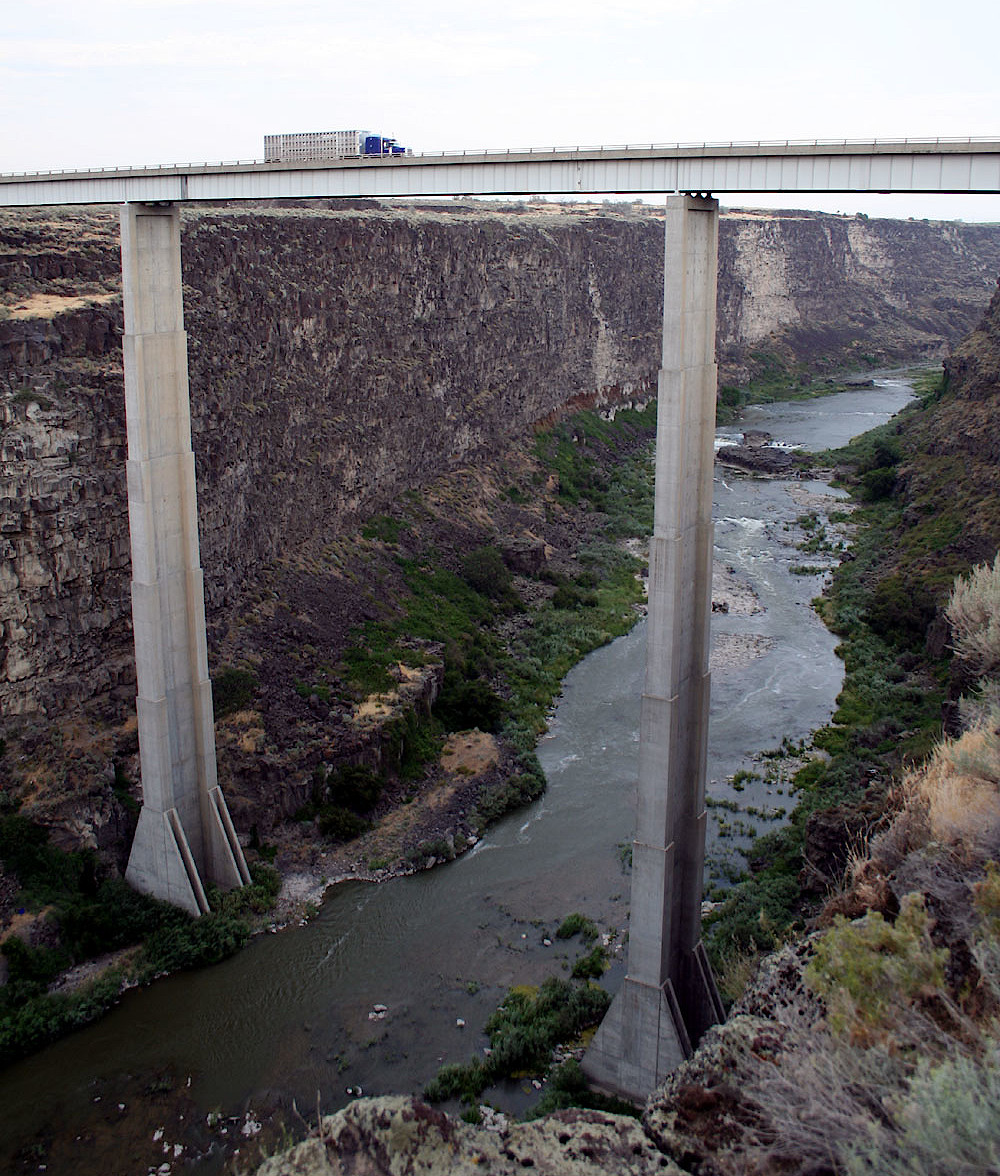
Die zweite Hansen Bridge von 1966

Der Snake River fließt im Süden von Idaho von Ost nach West durch die Snake River Plain. Die Bonneville-Flut während der letzten Eiszeit vor etwa 14.500 Jahren formte an der Nordgrenze des Twin Falls County auf etwa 100 Kilometer Länge den bis zu 150 Meter tiefen Snake River Canyon. Als erste den Canyon überspannende Brücke wurde 1919 das Vorgängerbauwerk der heutigen Hansen Bridge in Betrieb genommen. Die von Ray M. Murray entworfene 210 Meter lange Hängebrücke hatte eine nur etwa 4 Meter breite Fahrbahn aus Holzplanken und war mit 99 Metern über dem Snake die damals höchste Brücke in Nordamerika. Übertroffen wurde sie acht Jahre später von der ebenfalls von Murray entworfenen Twin Falls–Jerome Bridge, die man bis 1927 oberhalb von Twin Falls über den Canyon errichtete.
Mit dem Ausbau des Fernstraßennetzes der Interstate Highways in Idaho in den 1960er-Jahren (Interstate 15, Interstate 84 (West) und Interstate 86 (West)), begann das damalige Department of Highways mit der Modernisierung der Anschlussstraßen. In diesem Zuge mussten auch die Brücken über den Snake River Canyon erneuert werden, die dem zunehmenden Verkehrsaufkommen nicht mehr gewachsen waren. So war die Hansen Bridge nur für Fahrzeuge von bis zu 10 Tonnen konzipiert und die Perrine Bridge musste aufgrund ihres schlechten Zustandes Ende der 1960er-Jahre mit einer 20-Tonnen-Beschränkung belegt werden. Bis 1966 wurden dann die Hansen Bridge durch eine zweispurige und bis 1976 die Perrine Bridge durch eine vierspurige Straßenbrücke ersetzt. Beide Brücken werden heute durch das 1974 gegründete Idaho Transportation Department unterhalten. Das durchschnittliche Verkehrsaufkommen über die Hansen Bridge lag 2016 bei 8.100 Fahrzeugen täglich, bis 2030 wird von einer Zunahme auf bis zu 9.500 ausgegangen.

## Beschreibung
Die Balkenbrücke besteht vom Südrand des Canyon beginnend aus vier Vollwandträgern mit Längen von 61 m, 79 m, 61 m und 31 m. Zwischen den Widerlagern ergibt sich dadurch eine Gesamtlänge von 232 m. Getragen wird der 8,5 m breite Überbau von drei Stahlbetonpfeilern, wobei die zwei zentralen Pfeiler im Canyon Höhen von bis zu 103 m erreichen. Die Fahrbahnebene liegt in 107 m Höhe über dem Snake River.